# Chad Dawson
Chad Dawson (* 13. Juli 1982 in Hartsville, South Carolina) ist ein US-amerikanischer Profiboxer im Halbschwergewicht. Er bestritt im Laufe seiner Karriere zwölf Weltmeisterschaftskämpfe und war WM-Titelträger der Verbände WBC, IBF und IBO.

## Amateurkarriere
Chad Dawson bestritt als Amateur zwischen 70 und 80 Kämpfen. Bei US-Juniorenmeisterschaften gewann er 1999 Bronze im Halbmittelgewicht und 2000 Gold im Mittelgewicht.
Sein größter Erfolg war der Gewinn einer Bronzemedaille im Mittelgewicht bei den Junioren-Weltmeisterschaften 2000 in Budapest. Er besiegte dabei unter anderem Beibit Schümenow und verlor im Halbfinale gegen Sullivan Barrera.

## Profikarriere
Chad Dawson gewann sein Profidebüt am 18. August 2001. Er wurde im Laufe seiner Karriere unter anderem von Dan Birmingham, Floyd Mayweather Sr., Emanuel Steward, John Scully und Eddie Muhammad trainiert, sein Promoter war Gary Shaw. Ab März 2014 stand er beim Promoter Al Haymon unter Vertrag.
Von 2001 bis 2007 blieb er in 23 Kämpfen ungeschlagen und siegte 15-mal vorzeitig. Er wurde im Oktober 2003 WBC-Jugendweltmeister im Mittelgewicht und konnte den Titel dreimal verteidigen. Im November 2005 schlug er Ian Gardner beim Kampf um den Nordamerika-Titel der NABO im Supermittelgewicht und im Juni 2006 Eric Harding beim Kampf um den Nordamerika-Titel der NABF im Halbschwergewicht.
Am 3. Februar 2007 besiegte er den bis dahin ebenfalls ungeschlagenen polnischen Titelträger Tomasz Adamek (Kampfbilanz: 31-0) einstimmig nach Punkten und gewann damit den WBC-Weltmeistertitel im Halbschwergewicht. Im Juni 2007 verteidigte er den Titel durch TKO in der sechsten Runde gegen den Mexikaner Jesús Ruiz (19-4) und im September 2007 durch TKO in der vierten Runde gegen den Kolumbianer Epifanio Mendoza (28-4).
Im April 2008 besiegte er in seiner inzwischen dritten Titelverteidigung den ehemaligen IBF-Weltmeister Glen Johnson (47-11) einstimmig nach Punkten. Da Dawson nicht gegen den Pflichtherausforderer Adrian Diaconu antreten wollte, sondern einen finanziell lukrativeren Kampf gegen den IBF- und IBO-Weltmeister Antonio Tarver anstrebte, legte er im Juli 2008 seinen WBC-Titel nieder.
Den Kampf gegen Antonio Tarver (27-4) gewann er dann am 11. Oktober 2008 einstimmig nach Punkten und wurde somit IBF- und IBO-Weltmeister im Halbschwergewicht. Seine erste Titelverteidigung bestritt er am 9. Mai 2009 im Rahmen eines Rückkampfes gegen Tarver und siegte erneut einstimmig.
Dawson legte den IBF-Titel im Mai 2009 nieder, da er nicht gegen den bis dahin noch relativ unbekannten Pflichtherausforderer Tavoris Cloud antreten wollte. Der TV-Sender HBO hatte im Vorfeld angekündigt, den Kampf nicht übertragen zu wollen. Dawson boxte stattdessen am 7. November 2009 erneut gegen Glen Johnson und siegte einstimmig.
Dawson wurde inzwischen vom Ring Magazine auf Platz 1 der Weltrangliste geführt und traf am 14. August 2010 in Montreal auf den kanadischen WBC-Weltmeister Jean Pascal (25-1), der vom Ring Magazine auf Platz 2 geführt wurde. Dawson konnte seinen Gegner im Kampfverlauf in Bedrängnis bringen, verabsäumte es aber, entscheidend nachzusetzen. In der elften Runde kam es zu einem unabsichtlichen Zusammenstoß mit den Köpfen, wodurch Dawson eine Cutverletzung über dem rechten Auge davontrug. Diese führte schließlich zu einem Kampfabbruch durch den Ringrichter und zu einer Auswertung der Punktezettel, auf denen zu diesem Zeitpunkt Pascal in Führung lag und deshalb durch eine technische Entscheidung zum Sieger erklärt wurde.
Seinen nächsten Kampf bestritt er erst rund neun Monate später im Mai 2011 gegen den vom Ring Magazine auf Platz 7 gesetzten Rumänen Adrian Diaconu (27-2) und gewann einstimmig. Diaconu, der von Dawson 2008 noch gemieden worden war, hatte den WBC-Titel von Juli 2008 bis Juni 2009 gehalten und zweimal gegen Jean Pascal verloren.
Am 5. Oktober 2011 boxte er gegen den WBC-Weltmeister Bernard Hopkins (52-5), der in seinem letzten Kampf Jean Pascal entthront hatte. Der Kampf mit Hopkins endete bereits in der zweiten Runde kontrovers, als der Titelträger bei einem Clinch zu Sturz kam und sich die linke Schulter verletzte. Da Hopkins augenscheinlich nicht weiterboxen konnte, wurde Dawson von Ringrichter Pat Russell umstritten zum Sieger durch TKO erklärt. Diese Entscheidung wurde jedoch am 13. Dezember 2011 von der California State Athletic Commission aufgehoben und der Kampf nachträglich ohne Wertung (No Contest) belassen, wodurch Hopkins WBC-Weltmeister blieb.
Am 28. April 2012 kam es daraufhin zum Rückkampf zwischen Dawson und Hopkins, wobei sich Dawson aufgrund seiner höheren Aktivität den Sieg nach Punkten sicherte und erneut WBC-Weltmeister im Halbschwergewicht wurde. Darüber hinaus wurde er vom Ring Magazine erneut auf Platz 1 der Weltrangliste geführt.
Am 8. September 2012 boxte er erstmals seit rund sechs Jahren wieder im Supermittelgewicht gegen den WBC- und WBA-Weltmeister Andre Ward (25-0), ging jedoch im Kampfverlauf dreimal zu Boden und verlor durch TKO in der zehnten Runde. In seinem nächsten Kampf am 8. Juni 2013 verlor er auch seinen WBC-Titel im Halbschwergewicht, als er von Adonis Stevenson (20-1) durch KO in der ersten Runde besiegt wurde.
Im Oktober 2014 verlor er umstritten nach Punkten gegen Tommy Karpency (23-4). Die Punktrichter des TV-Senders Showtime etwa, hatten Dawson als den eigentlichen Sieger auf ihren Punktzetteln. Im März 2017 verlor er zudem durch TKO in der letzten Runde gegen Andrzej Fonfara (28-4), nachdem er bis dahin nach Punkten geführt hatte.
Am 11. Oktober 2019 besiegte er Denis Gratschew (19-8) und wurde dadurch US-Meister der WBC im Halbschwergewicht.